# Oxygen Not Included
Oxygen Not Included es un videojuego de simulación de supervivencia desarrollado y publicado por el estudio canadiense Klei Entertainment. La versión final del juego fue lanzada el 30 de julio de 2019.

## Jugabilidad
Oxygen Not Included es un videojuego de supervivencia y simulación. En el inicio de un juego nuevo, tres colonizadores se encuentran en un asteroide aislados en una atmósfera respirable, sin memoria de como llegaron allí. El jugador debe gestionar y cuidar de estos colonizadores que intentan sobrevivir y crear una sostenible colonia espacial. El jugador tiene que controlar los colonizadores en varios aspectos como: hambre, residuos, y niveles de oxígeno para mantenerles vivos. El mundo de cada juego es creado por una generación de procedimientos. Mientras las áreas iniciales incluirán atmósfera respirable, las áreas dentro del mundo serán en vacío u oxígeno bajo, requiriendo preparación apropiada por los colonizadores antes de que  exploran a estas áreas. El juego simula la difusión de gases y la presión de atmósferas cuándo de un cuarto natural se abre para dejar entrar los gases hacia otro cuarto, lo que puede ser beneficioso o perjudicial para la creciente colonia, así como también se puede llevar a cabo el drenando de líquidos mediante la gravedad.
Para ayudar a establecer la colonia, el jugador dirige a los colonizadores para actuar en tareas seguras, como mineros para conseguir recursos, cultivar comida, manufacuras para el equipamiento, investigando tecnologías nuevas, y manteniendo su salud propia a través de la nutrición, confort del ambiente, e higiene. El jugador no controla los colonizadores directamente, y en cambio proporciona instrucciones en prioridades, de las cuales los colonizadores seguirán mejor según sus capacidades. Los Colonizadores tienen estados, según aquellas se determina cual eficaz  son en realizar las  tareas seguras, y priorizará las tareas en las que es más hábil. Las habilidades de los colonizadores pueden ser mejoradas con el tiempo y con la práctica.

## Desarrollo y lanzamiento
Oxygen Not Included fue desarrollado por Vancouver-estudio indie basado en Klei Diversión. El juego estuvo anunciado para Windows durante el PC Gaming en la Expo de Diversión Electrónica 2016.
Una versión de desarrollo del juego fue prevista y ha sido lanzada vía acceso anticipado desde entonces, el 15 de febrero de 2017.
Según Johann Seidenz el diseño se inspiró en juegos como Dwarf Fortress, Prison Architect, y Los Sims, estos influyeron en el diseño de Oxygen Not Included.